# Vienna Open 2009 - Qualificazioni singolare
Le qualificazioni del singolare al Vienna Open 2009 sono state un torneo di tennis preliminare per accedere alla fase finale della manifestazione. I vincitori dell'ultimo turno sono entrati di diritto nel tabellone principale. In caso di ritiro di uno o più giocatori aventi diritto a questi sono subentrati i lucky loser, ossia i giocatori che hanno perso nell'ultimo turno ma che avevano una classifica più alta rispetto agli altri partecipanti che avevano comunque perso nel turno finale.
Le qualificazioni del torneo Vienna Open 2009 prevedevano 16 partecipanti di cui 4 sono entrati nel tabellone principale.

## Teste di serie
1. Alejandro Falla (Qualificato)
2. Iván Navarro (primo turno)
3. Michael Berrer (ultimo turno)
4. Ryan Sweeting (ultimo turno)

1. Dominik Hrbatý (Qualificato)
2. Lukáš Rosol (Qualificato)
3. Dieter Kindlmann (primo turno)
4. Adrian Ungur (ultimo turno)

## Qualificati
1. Alejandro Falla
2. Lukáš Rosol

1. Dominik Hrbatý
2. Dieter Kindlmann

## Tabellone

### Legenda
| - Q = Qualificato - WC = Wild card - LL = Lucky loser | - ALT = Alternate - SE = Special Exempt - PR = Protected Ranking | - w/o = Walkover - r = Ritirato - d = Squalificato |

### Sezione 1
|  | Primo turno | Primo turno     | Primo turno   | Primo turno | Primo turno |  |  | Ultimo turno | Ultimo turno    | Ultimo turno    | Ultimo turno | Ultimo turno |  |
|  |             |                 |               |             |             |  |  |              |                 |                 |              |              |  |
|  | 1           | Alejandro Falla | 7             | 3           | 6           |  |  |              |                 |                 |              |              |  |
|  |             | Alexander Peya  | 62            | 6           | 1           |  |  | 1            | Alejandro Falla | Alejandro Falla | 6            | 6            |  |
|  | 8           | Adrian Ungur    | Adrian Ungur  | 6           | 6           |  |  | 8            | Adrian Ungur    | Adrian Ungur    | 3            | 3            |  |
|  |             | Oliver Marach   | Oliver Marach | 2           | 3           |  |  |              |                 |                 |              |              |  |

### Sezione 2
|  | Primo turno | Primo turno  | Primo turno | Primo turno | Primo turno |  |  | Ultimo turno | Ultimo turno | Ultimo turno | Ultimo turno | Ultimo turno |  |
|  |             |              |             |             |             |  |  |              |              |              |              |              |  |
|  |             | Robin Vik    | 3           | 6           | 6           |  |  |              |              |              |              |              |  |
|  | 2           | Iván Navarro | 6           | 3           | 3           |  |  |              | Robin Vik    | 1            | 6            | 1            |  |
|  | 6           | Lukáš Rosol  | Lukáš Rosol | 6           | 6           |  |  | 6            | Lukáš Rosol  | 6            | 3            | 6            |  |
|  |             | Ivan Dodig   | Ivan Dodig  | 4           | 4           |  |  |              |              |              |              |              |  |

### Sezione 3
|  | Primo turno | Primo turno     | Primo turno     | Primo turno | Primo turno |  |  | Ultimo turno | Ultimo turno   | Ultimo turno | Ultimo turno | Ultimo turno |  |
|  |             |                 |                 |             |             |  |  |              |                |              |              |              |  |
|  | 3           | Michael Berrer  | Michael Berrer  | 6           | 6           |  |  |              |                |              |              |              |  |
|  |             | Antonio Veić    | Antonio Veić    | 4           | 3           |  |  | 3            | Michael Berrer | 6            | 65           | 3            |  |
|  | 5           | Dominik Hrbatý  | Dominik Hrbatý  | 6           | 6           |  |  | 5            | Dominik Hrbatý | 4            | 7            | 6            |  |
|  |             | Nicolas Reissig | Nicolas Reissig | 4           | 4           |  |  |              |                |              |              |              |  |

### Sezione 4
|  | Primo turno | Primo turno         | Primo turno         | Primo turno | Primo turno |  |  | Ultimo turno | Ultimo turno     | Ultimo turno     | Ultimo turno | Ultimo turno |  |
|  |             |                     |                     |             |             |  |  |              |                  |                  |              |              |  |
|  | 4           | Ryan Sweeting       | Ryan Sweeting       | 6           | 6           |  |  |              |                  |                  |              |              |  |
|  |             | Andreas Vinciguerra | Andreas Vinciguerra | 3           | 4           |  |  | 4            | Ryan Sweeting    | Ryan Sweeting    | 2            | 2            |  |
|  |             | Dieter Kindlmann    | Dieter Kindlmann    | 7           | 6           |  |  |              | Dieter Kindlmann | Dieter Kindlmann | 6            | 6            |  |
|  | 7           | Julian Reister      | Julian Reister      | 6           | 1           |  |  |              |                  |                  |              |              |  |